# Zingiber kerrii
Zingiber kerrii là một loài thực vật có hoa trong họ Gừng.

## Lịch sử phân loại
Z. kerrii được William Grant  Craib miêu tả khoa học đầu tiên năm 1912 theo mẫu vật thu thập tại Chiang Mai, Thái Lan. Năm 1987, Shao Quan Tong (童绍全, Đồng Thiệu Toàn) miêu tả 2 loài theo các mẫu vật thu thập tại Vân Nam, Trung Quốc là Z. menghaiense và Z. stipitatum. Hai loài này được công nhận trong Flora of China (2000). Năm 2015, Bai et al. cho rằng 2 loài này với Z. kerrii chỉ là một loài và gộp chúng lại dưới danh pháp Z. kerrii.

## Mẫu định danh
Các mẫu định danh bao gồm:
- Z. kerrii: Kerr A.F.G. 1290; do Arthur Francis George Kerr (1877-1942) thu thập ngày 24 tháng 7 năm 1910, ở cao độ 1.200 m, tọa độ 18°48′0″B 98°55′0″Đ / 18,8°B 98,91667°Đ, Vườn quốc gia Doi Suthep–Pui, tỉnh Chiang Mai, Thái Lan. Mẫu lectotype lưu giữ tại Vườn Thực vật Hoàng gia tại Kew (K), các isolectotype lưu giữ tại Văn phòng Bảo hộ các loại thực vật ở Băng Cốc (BK), Bảo tàng Lịch sử Tự nhiên Anh ở London (BM), Vườn Thực vật Hoàng gia tại Edinburgh (E), Bảo tàng Lịch sử Tự nhiên Quốc gia Pháp tại Paris (P) và Đại học Trinitry ở Dublin, Ireland (TCD).
- Z. menghaiense: Tong S.Q. & Li A.M. 32860; thu thập ngày 2 tháng 7 năm 1982, ở cao độ 1.200 m, trên vệ đường trong rừng ở trấn Mãnh Hải, huyện Mãnh Hải, châu tự trị Tây Song Bản Nạp, tỉnh Vân Nam, Trung Quốc. Mẫu holotype lưu giữ tại Vườn Thực vật Nhiệt đới Tây Song Bản Nạp (HITBC), isotype lưu giữ tại Viện Thực vật Côn Minh (KUN).
- Z. stipitatum: Tong S.Q. & Liao C.J. 24836; thu thập ngày 25 tháng 7 năm 1983, ở cao độ 1.200 m, trên đường từ thôn Mãnh Tú (勐秀村) tới trại Đao Bả (刀把寨), hương Mãnh Tú (勐秀乡), thành phố cấp huyện Thụy Lệ, châu tự trị Đức Hoành, tỉnh Vân Nam, Trung Quốc. Mẫu holotype lưu giữ tại HITBC, các isotype lưu giữ tại HITBC và KUN (2 mẫu).

## Tên gọi
Các tên gọi thông thường bao gồm:
- Tiếng Trung:
  - Z. menghaiense: 勐海姜  (Mãnh Hải khương) - gừng Mãnh Hải.[6]
  - Z. stipitatum: 唇炳姜 (thần bỉnh khương) - gừng cánh môi sáng.[7]
- Tiếng Lào (ở Louangphabang): ີຂງັຂນໝາກເັບງ (khing khan mak beng) - gừng chồi sen.[10]
- Tiếng Khơ Mú (ở Louangphabang): ລຮາງລຮະເ້ວິຢມ (hang ha ve yim) - gừng cụm hoa đỏ già.[10]

## Phân bố
Loài này có trong khu vực từ miền đông Ấn Độ (bang Manipur), qua Myanmar, tới Lào (các tỉnh Louangphabang, Phôngsali, ngoại ô thủ đô Viêng Chăn), miền bắc Thái Lan (các tỉnh Chaiyaphum, Chiang Mai, Chiang Rai, Loei, Phitsanulok), tây nam Trung Quốc (các châu/địa cấp thị Đức Hoành, Tây Song Bản Nạp, tỉnh Vân Nam).

## Phân loại
Craib xếp loài này trong tổ Lampujium (= tổ Zingiber).

## Mô tả
Cây thảo lâu năm có thân rễ, cao 1,2-1,6 (-2,5) m, màu xám tro phủ khắp (không rõ nét khi già). Thân rễ mọng, phân nhiều nhánh, đường kính 1–2 cm, vỏ màu nâu sáng, ruột màu hồng-tía khi non và màu vàng-da cam khi già, các củ rễ hình trứng tới hình thoi, ~2 × 1 cm, vỏ màu nâu ánh trắng, ruột màu xám nhạt. Chồi lá tới 15, mọc thành bụi, đến 44 lá khi nở hoa, ít hơn từ bẹ không phiến lá; các bẹ lá có sọc dọc, hình ống tại đáy; lưỡi bẹ dài 1-4(-6) mm, 2 thùy, đỉnh hình tam giác tù, đáy màu xanh lục chuyển thành ánh đen và như da khi già, với các gân nổi rõ nét, phần trên như thủy tinh, dạng màng, rậm lông tơ, nhẵn nhụi khi già. Phiến lá thẳng tới hình trứng hẹp, 15-34 × 1,8-3(-4,5) cm, nhẵn nhụi và màu xám tro cả hai mặt, đáy tù tới thon nhỏ dần, đỉnh nhọn thon. Cụm hoa 1-3, mọc từ thân rễ; cuống cụm hoa dài 12–20 cm, thẳng đứng, với các vảy màu hồng trên phần đáy. Cành hoa bông thóc hình thoi hoặc hình trụ, đỉnh nhọn, 10-15 × 5–6 cm, lá bắc hữu sinh đỡ 1 hoa, hình trứng ngược rộng hoặc hình thìa rộng, hơi dài hơn ống hoa, màu xanh lục với đỉnh màu đỏ tía, 3-4,5 × 2–4 cm, đỉnh thuôn tròn, toàn bộ cành hoa chuyển thành màu đỏ tươi khi ra quả. Lá bắc con hình trứng hẹp, đỉnh nhọn, ~3 × 0,6 cm, nửa trong mờ, mặt ngoài thưa lông tơ, mặt trong nhẵn nhụi. Hoa dài 5–6 cm; đài hoa hình ống, dạng màng, dài ~1 cm, chẻ một bên tới 4 mm, đỉnh hơi có răng hoặc gần như cắt cụt, mặt ngoài thưa lông tơ, mặt trong nhẵn nhụi, nửa trong mờ; ống hoa màu trắng kem, dài ~3 cm; thùy tràng lưng hình trứng hẹp, ~1,8 × 0,9 cm, màu trắng-kem, lõm, nhẵn nhụi, đỉnh có mấu nhọn; các thùy tràng bên hình trứng hẹp, ~1,8 × 0,7 cm, màu kem, nhẵn nhụi; cánh môi hình trứng ngược với đáy thon nhỏ dần rõ nét, ~2,6 × 1,2 cm, màu kem với vệt màu đỏ tía trên đáy, đỉnh có khía răng cưa hoặc chẻ đôi, mép cuốn ngoài; các nhị lép bên hình trứng ngược hẹp, thuôn dài hẹp hoặc hình tam giác hẹp, ~1,8 × 0,4 cm, ~1/5 đáy (hoặc ít hơn) hợp sinh với cánh môi, màu kem với 2 vệt màu đỏ-tía trên đáy, đỉnh thuôn tròn tới thon nhỏ dần. Nhị dài ~1,7 cm; chỉ nhị tiêu giảm dài dưới 1 mm; bao phấn dài ~1,1 cm; mô liên kết màu vàng nhạt; mô vỏ bao phấn dài 1,1 cm, nứt dọc theo toàn bộ chiều dài; phấn hoa màu vàng nhạt; mào bao phấn dài ~0,6 cm, màu vàng nhạt. Vòi nhụy hình chỉ, màu trắng, nhẵn nhụi; đầu nhụy hình phếu, màu trắng, lỗ nhỏ có lông rung. Bầu nhụy hình trụ, màu vàng nhạt, 3 ngăn, noãn đính tâm, ~20 noãn mỗi ngăn, ~5 × 3 mm, rậm lông tơ; tuyến trên bầu 2, màu vàng nhạt, dài ~4 mm, đường kính 0,3 mm, đỉnh tù. Quả nang hình trứng ngược tới gần hình cầu hoặc hình tam giác tù, ~2,2 × 1,8 cm, thưa lông, mặt ngoài màu kem ánh lục với vết đỏ, mặt trong màu đỏ; hạt hình trứng ngược, ~5 × 4 mm, màu nâu sẫm, bóng, với rốn hạt màu trắng dễ thấy ở đáy; áo hạt màu trắng, giống túi, đỉnh với mép không đều, che phủ phần lớn hạt.
Z. kerrii tương tự như Z. laoticum ở chỗ toàn cây bề ngoài có màu xám tro, đặc biệt rõ nét ở các chồi non, trở thành khó thấy hơn khi cây già, các lá bắc màu xanh lục nhạt với mép màu hồng-đỏ, thân rễ và thân giả bên trong màu đỏ-tía. Tuy nhiên, Z. laoticum khác ở chỗ có cánh môi rộng hơn với nhiều đốm màu tía-nâu sẫm, lưỡi bẹ dài hơn (~1,5 cm), nguyên, dạng màng.

## Sử dụng
Người Khơ Mú tại Louangphabang sử dụng loài này như một loại rau rừng. Các cụm hoa non và chồi lá non được dùng bằng cách luộc, hấp hoặc rán với ớt và cá khô.